# Polyura nikias
Polyura nikias är en fjärilsart som beskrevs av Hans Fruhstorfer 1914. Polyura nikias ingår i släktet Polyura och familjen praktfjärilar. Inga underarter finns listade i Catalogue of Life.